# Булл, Джеральд
Джеральд Винсент Булл (англ. Gerald Vincent Bull; 9 марта 1928, Онтарио — 22 марта 1990, Уккел, Брюссельский столичный регион) — канадский инженер, специализировавшийся на дальнобойной артиллерии. Его проектом была попытка запустить спутник в космос с помощью так называемой «суперпушки», подобной той, что описана в романе Жюля Верна «С Земли на Луну». Долгое время не имея возможности найти себе спонсора для осуществления этого проекта, он в конце концов нашёл его в лице правителя Ирака Саддама Хусейна и иракского режима, в обмен на что возглавил иракский проект по созданию суперпушки под названием Проект «Вавилон». Булл был убит в Брюсселе в 1990 году через два года после начала сотрудничества с Ираком.

## Биография
Булл родился в городе Норт-Бей (Онтарио) в семье Джорджа и Гертруды Изабель Лаброс Булл (George L.T., Gertrude Isabelle LaBrosse Bull). В семье было десять детей, из которых Джеральд был девятым. В 1928 году отцу Булла предложили должность королевского адвоката. Семья была достаточно состоятельной, но начавшаяся Великая депрессия сильно повлияла на её положение, и семья Буллов вынуждена была уехать в Торонто в поисках работы.
На следующий год мать Джеральда получила осложнения при рождении его младшего брата и, не оправившись, умерла в апреле 1931 года. Отец Джеральда впал в тяжелую депрессию, стал выпивать и оставил детей на попечение своей сестры Лауры, которая вскоре также умерла. Отец Джеральда, будучи 58 лет, женился на Розе Бликер. Он отправил детей к своим родственникам; Джеральд остался жить со своей старшей сестрой Бернис.
В 1938 году Джеральда на лето отправили к его дяде и тете, Филлипу и Эдит Лаброз. Примерно тогда Филлип и Эдит выиграли 175 000 $ в тотализаторе. Джеральд был направлен на учёбу иезуитскую школу для мальчиков в Кингстоне (Онтарио). В это время у него появилось увлечение строительством моделей самолётов, и он стал членом школьного клуба моделистов. Джеральд завершил обучение в колледже в 1946 году.
После окончания колледжа Булл поступил в Университет Куинс в Кингстоне, рассчитывая после пойти в офицерское училище. Булл хотел устроиться на недавно созданный факультет аэронавтики. Несмотря на высокие требования, предъявляемые к поступающим туда, Джеральд был принят на отделение бакалавров. По документам и воспоминаниям преподавателей и сокурсников Джеральд не слишком выделялся на фоне своих сокурсников. Окончив бакалавриат в 1948 году, Булл устроился чертёжником в канадскую авиастроительную компанию «Avro Canada».
Через год с небольшим университет создал новый Институт аэродинамики (ныне Институт аэродинамики при Университете Торонто под руководством Гордона Паттерсона (Gordon Patterson). Тогда институт финансировался Агентством оборонных исследований и разработок Канады (DRB) и имел ограниченный бюджет, так что мог принять на работу только 12 студентов. Булл подал документы и был принят по личной рекомендации Паттерсона. Вскоре Джеральд совместно с сокурсником Дугом Хеншоу (Doug Henshaw) по поручению руководства приступил к созданию сверхзвуковой аэродинамической трубы.
Когда Королевские военно-воздушные силы Канады (RCAF) передали институту базу «RCAF Station Downsview», работа пошла быстрее. Булл использовал опыт работы над аэродинамической трубой при написании магистерской диссертации, которую в основном закончил в 1950 году. В это время пришёл запрос от DRB о необходимости помощи в ракетном проекте «Бархатная перчатка» (Velvet Glove Missile project), и Булл начал работу по данной теме.

## Профессиональная деятельность
С 1953 по 1961 годы Булл работает в Канадско-американском военном научно-исследовательском институте (CARDE — Canadian Armament and Research Development Establishment), основными задачами которого были исследования, связанные со сверхзвуковой баллистикой.
Первой серьёзной работой Булла там стали эксперименты с переделанным орудием QF 25 pounder — английской 88-мм гаубицей для изучения сверхзвукового движения снарядов.
В 1953 году Булл познакомился с Ноэми Гилберт, на которой женился в июне 1954 года. В браке у него родились два сына — Филипп (1955) и Майкл (1956).
В 1954 году Булл принимал участие в строительстве аэродинамической трубы, способной выдавать скорость вплоть до 4М.
В последующем Булл работал над исследованиями по противовоздушной обороне. Под руководством Булла была построена 130-мм пушка, которую начали испытывать в 1961 году, при этом снаряд достигал высоты около 40 км.
К работам тематики Булла не было достаточно внимания, но отношение к исследованию сверхдальнобойных систем изменилось после запуска спутника Земли в 1957 году. Тогда Булл создал утечку сфальсифицированной истории о том, что у Канады имеются супердальнобойные орудия, которые готовы к размещению под боком у США. История вызвала скандал и правительственное расследование. В 1961 году Булл был отправлен в отставку.

## Убийство

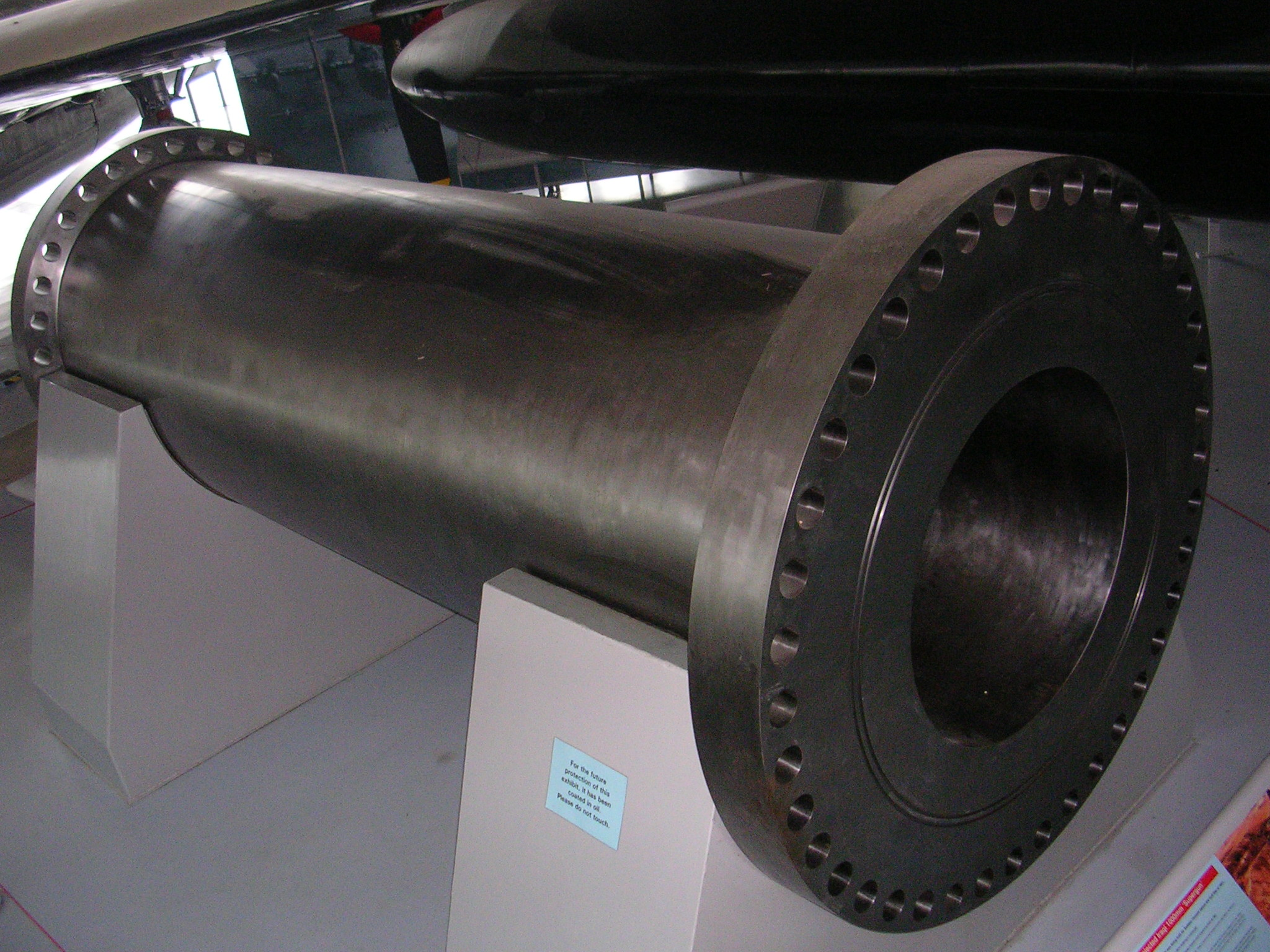
Секция иракской суперпушки в Даксфордском имперском военном музее (Imperial War Museum Duxford)

Булл одновременно работал на проект Scud, проводя расчёты новых обтекателей головных частей. Примерно в это время его квартира подверглась нескольким взломам, не имевшим очевидной цели грабежа, но которые могли выглядеть как предупреждение или угроза. Невзирая на это, Джеральд Булл продолжал работу по проекту. 22 марта 1990 года он был убит предположительно иранскими или израильскими спецслужбами при невыясненных обстоятельствах. По сведениям одних источников, Булл был убит в упор пятью выстрелами в голову и спину в момент, когда, возвращаясь домой, он подходил к двери своей квартиры. По другим сведениям, он был убит группой из трёх человек в момент, когда после звонка подошёл к входной двери квартиры. По сообщению Гордона Томаса (Gordon Thomas), убийство Булла было санкционировано премьер-министром Израиля Ицхаком Шамиром. Директор Моссад Наум Адмони (Nahum Admoni) послал для этого людей в Брюссель. Сразу же после убийства Моссад начал кампанию по распространению слухов в СМИ, что Булл был убит агентами из Ирака.
Проект «Вавилон» был остановлен, когда таможенные власти Великобритании задержали компоненты орудия в ноябре 1990 года; основная часть сотрудников Булла вернулись в Канаду.

### Возможные убийцы
Сотрудничество Булла с режимом Саддама Хусейна могло быть угрозой для Ирана и Израиля, поскольку Иран совсем недавно воевал с Ираком (Ирано-иракская война) и находился с ним в конфронтации, а Израиль старался не допускать усиления Ирака. Следя за развитием иракского оружия, Израиль в большей степени опасался ракет Scud, которые потенциально могли нести ядерное оружие. Для Ирана угрозу представляла как суперпушка, так и ракеты Scud.
Хотя как Иран, так и Израиль были заинтересованы в остановке сотрудничества Булла с Ираком, в то же время он работал и над другими военными проектами, в которых были заинтересованы третьи стороны. Работами Булла, кроме Израиля и Ирана, были заинтересованы ЦРУ, МИ-6; чилийское и южноафриканское правительства также могли стоять за его убийством.

## Память
В 1994 году телевизионная сеть HBO сняла о конструкторе Джеральде Булле биографическую драму Doomsday Gun.